# Katharina Gerlach (Druckerin)
Katharina Gerlach (im 16. Jahrhundert Gerlachin oder Gerlächin, * 1520 als Katharina Bischoff; † 1591 oder 1592) war eine Druckerin in Nürnberg. Sie war von 1564 bis zu ihrem Tod Chefin der Druckwerkstatt Berg & Neuber, die 1542  durch ihren zweiten Ehemann, Johann vom Berg, und durch Ulrich Neuber gegründet worden war.

## Leben
Katharina Bischoff heiratete 1536 Nicolas Schmid und hieß dann – in der damals üblichen weiblichen Form des Nachnamens ihres Mannes, Katharina Schmidin. 1539 gebar sie eine Tochter, die Katharina getauft wurde. Nach dem Tod ihres ersten Ehemanns im Jahre 1540 heiratete sie 1541 Johann vom Berg, mit dem sie 1545 eine weitere Tochter, Veronika, hatte. Nach dem Tod vom Bergs 1563 heiratete sie seinen Juniorpartner Dietrich Gerlach († 1575). Von 1564 bis 1568 wurden die Druckerzeugnisse des Unternehmens unter dem Namen Gerlach & Neuber veröffentlicht. 1568 verließ Neuber die Partnerschaft und gründete ein eigenes Unternehmen. Nach dem Tod ihres dritten Mannes firmierte Gerlach bis zu ihrem Tod selbst als Druckerin. Das Eigentum der Druckwerkstatt ging 1601 auf ihren Enkel Paul Kauffmann über.
Die Druckwerkstatt war besonders für die Produktion vieler Notendrucke und Kompositionssammlungen bekannt. Darüber hinaus wurden auch Werke der Reformation, z. B. von Martin Luther oder Johannes Mathesius sowie Dichtungen von Hans Sachs verlegt.
1582 wurde sie von der Druckerei Berg aus München in einen Urheberrechtsstreit (zur damaligen Zeit ein Privilegs-Streit, vgl. Geschichte des Urheberrechts/Spätmittelalter) bezüglich eines Werkes von Orlando di Lasso verwickelt.